# 金赫成
金赫成（朝鮮文：김혁송；英文：Kim Hyok-Song；1989年6月1日—），朝鮮足球運動員，入選過朝鮮國家足球隊。

## 簡歷
金赫成在2016年首次入選朝鮮國家足球隊，在對伊拉克國家足球隊中首次後備上陣，其比賽最後以1比1打和。

## 連接
- 金赫成在 National-Football-Teams.com 上的出场纪录
- Hyok-Song Kim - Soccerway （页面存档备份，存于） （英文）